# Coffea canephora
Coffea canephora, synoniem:  Coffea robusta (ook wel robusta-koffie genoemd), is een plant uit de sterbladigenfamilie. Het is een van de twee meest geteelde koffiesoorten. De andere is Coffea arabica.

## Geschiedenis
Coffea canephora komt van oorsprong uit het middelgebergte van Afrika rondom de evenaar, tussen 10° Noorder- en Zuiderbreedte, van de Westkust tot Oeganda. Bij een natuurlijke groei vormt de plant een kleine boom. In 1900 stuurde Lucien Linden (1851-1940) vanuit Brussel 150 planten naar Java. De planten bleken daar zeer goed te groeien en resistent te zijn tegen koffieroest veroorzaakt door de schimmel Hemileia vastatrix en al snel breidde deze koffieteelt zich op Java sterk uit. Sinds 1900 is de teelt van deze soort over de hele tropische wereld verspreid. Belangrijke teeltgebieden liggen nu in tropisch Afrika, Azië en Zuid-Amerika. Anno 2024 is Vietnam het voornaamste exportland.
Robustabonen worden vooral gebruikt voor oploskoffie en espresso.